# Luzius Raschein
Luzius Raschein (* 25. September 1831 in Malix; † 9. November 1899 in Chur) war ein Schweizer Landwirt, Jurist und liberaler Politiker.

## Leben

### Familie
Luzius Raschein war der Sohn von Georg Raschein (* 1791; † November 1870), Landammann, Landwirt und Kaufmann, und dessen Ehefrau Anna (geb. Lorenz).
Er war mit Ursula (* 1839; † 1913), die Tochter des Paulus Wilhelm, Landwirt und Landammann aus Peist, verheiratet; sie hatten zwei Söhne, zu diesen zählte der spätere Jurist und Politiker Paul Raschein bekannt. Weitere Nachkommen waren die späteren Politiker Paul Raschein (* 30. September 1901 in Malix; † 28. August 1982 ebenda) und Rolf Raschein (* 27. Oktober 1929 in Chur; † 12. Juni 1994 ebenda).
Luzius Raschein wurde im Familiengrab in Malix beigesetzt.

### Werdegang
Luzius Raschein besuchte die Bündner Kantonsschule in Chur. 1851 immatrikulierte er sich zu einem Studium der Rechtswissenschaften an der Universität Tübingen; später setzte er das Studium an der Universität München und der Universität Paris fort.
Nach Beendigung des Studiums war er anfänglich als Landwirt und Rechtsanwalt tätig, verlagerte sich später jedoch zunehmend auf Politik und Richtertätigkeit. Von 1879 bis zu seinem Tod war er Kantonsrichter und ab 1881 zunächst Kreis- und später Präsident des Bezirksgerichts.
In der Schweizer Armee war er 1875 Kommandeur des 31. Infanterieregiments in der VIII. Division und 1882 erfolgte seine Ernennung zum Oberst und Kommandeur der XVI. Brigade. Er bekleidete bei seinem Tod den Dienstgrad Brigadier.

### Politisches Wirken
Luzius Raschein war von 1858 bis 1862 und von 1872 bis 1875 Mitglied des Bündner Grossen Rat (Legislative) und von 1876 bis 1877 sowie 1880 Mitglied des Kleinen Rats (Exekutive).
Vom 17. April 1882 bis zum 30. November 1890 war er, als Nachfolger von Simeon Bavier, Nationalrat und vom 30. Mai 1892 bis zum 9. November 1899, als Nachfolger des verstorbenen Remigius Peterelli, der erste vom Volk gewählte freisinnige Ständerat. Letzteren präsidierte er vom 8. Juni 1897 bis zum 6. Juni 1898. Seine Wahl in den Ständerat markierte das Ende der konservativen Dominanz, und es begann der Wiederaufschwung des Bündner Freisinns.